# Mnais icteroptera
Mnais icteroptera – gatunek ważki z rodziny świteziankowatych (Calopterygidae).